# Hedaru
Hedaru ist ein Verwaltungsbezirk (Ward) des Distrikts Same in der tansanischen Region Kilimandscharo.

## Geografie
Hedaru liegt im Nordosten von Tansania am westlichen Anhang des Südlichen Pare-Gebirges. Die Regionshauptstadt Moshi ist rund 140 Kilometer Luftlinie entfernt im Nordwesten. Der westliche Teil des Bezirks ist flach und liegt rund 600 Meter über dem Meer, nach Osten steigt das Land auf bis zu 2000 Metern im Pare-Gebirge an.
Das Klima ist tropisch, Aw, nach der Effektiven Klimaklassifikation. Die Niederschläge von durchschnittlich 875 Millimetern im Jahr fallen vor allem in den Monaten Oktober bis Mai mit einer Spitze von 186 Millimetern im April. In den Monaten Juni bis September regnet es monatlich nur etwa 20 Millimeter. Die Jahresdurchschnittstemperatur liegt bei 22,1 Grad Celsius. Die Temperatur schwankt zwischen 19,1 Grad im Juli und 24,9 Grad im Februar.
Der Bezirk grenzt im Nordwesten an Gavao-Saweni, im Norden kurz an Bwambo, im Nordosten an Kirangare, im Osten an Vunta und im Süden und im Südwesten an Mabilioni. Bei der Volkszählung 2022 lebten 22.972 Menschen in 6098 Haushalten auf einer Fläche von 107 Quadratkilometern.

## Gliederung
Der Bezirk besteht aus drei Gemeinden (Mtaa) mit 16 Orten (Kitongoji):
| Hedaru - Hedaru A - Hedaru B - Mbuyuni A - Mbuyuni B - Kongei - Station/Maboma - Lungwana | Gunde Sine - Gundu - Sine - Ngongwe - Mseru - Literu - Mbukwe | Kijomu - Sumanga - Kijomu - Mbono - Mpatwa |

## Wirtschaft und Infrastruktur
- Bildung: Die Hedaru Secondary School und die Mkombozi Secondary School sind staatliche weiterführende Schulen mit einer Ausbildung für Mädchen und Burschen bis zur 4. Stufe.[9][10]
- Gesundheit: Das Gesundheitszentrum in Hedaru betreut Patienten ambulant und stationär.[11] Außerdem gibt es die zwei privaten Apotheken Cogi und Hanam.[12][13]
- Eisenbahn: Hedaru hat einen Bahnhof an der 2019 wieder eröffneten Usambarabahn.[14]
- Straße: Die asphaltierte Nationalstraße T2 verbindet Hedaru mit der Distrikthauptstadt Same und der Regionshauptstadt Moshi im Norden und mit Tanga im Süden.[15]